# Die Grenzstraße
Die Grenzstraße ist ein 1947 gedrehtes, polnisches Kriegs- und Holocaust-Spielfilmdrama von Aleksander Ford.

## Handlung
Im Polen des Sommers 1939 herrscht tiefster Frieden. Handlungsort ist zunächst ein ganz gewöhnliches Warschauer Mietshaus. Die Mieter sind unterschiedlichster Natur und sozialer Herkunft. Da gibt es zum Beispiel den unternehmungslustigen Bronek, dann den jungen Władek, Sohn eines polnischen Offiziers mit großen Vorbehalten und Vorurteilen gegenüber Juden, außerdem Fredek, den hinterhältigen Sohn des Kneipenwirts Kusmirek, den kleinen jüdischen Jungen David Libermann mit Großvater sowie die junge Hedwig, deren Vater der vermögende Arzt Dr. Białek ist. Es gibt die ganz normalen Zwiste, kleine Streiche und den üblichen Haustratsch. Der Frieden findet jäh ein Ende, als die deutsche Wehrmacht in der polnischen Hauptstadt einrückt. Plötzlich ändert sich alles über Nacht, die polnischen Bewohner werden drangsaliert, deren jüdische Mitbürger verfolgt und verhaftet. Manche von ihnen wollen sich irgendwie mit den neuen Machthabern und Umständen arrangieren, andere ballen die Faust in der Tasche und wiederum andere müssen schnellstens untertauchen, da sie bereits zur Fahndung ausgeschrieben sind.
Der alte Jude Libermann, selbst hochgradig gefährdet, versteckt den Judenhasser und Offizier Kazimierz Wojtan, Wladeks bislang eher forsch und hochmütig auftretenden Vater. Als man diesen entdeckt, wird der Soldat erschossen. Die Libermanns müssen ihre Wohnung verlassen und in das speziell für die jüdische Bevölkerung eingerichtete Ghetto von Warschau umsiedeln. Bronek bemüht sich so gut er kann ihnen dort zu helfen. Kusmirek versucht sich mit den „neuen Herren“ anzufreunden und biedert sich ihnen bei jeder Gelegenheit an. Er steckt sogar seinen eigenen Sohn in die Kluft eines Hitlerjungen. Als der charakterlose Kneipier bei Dr. Białek jüdische Wurzeln entdeckt, denunziert er ihn sofort bei der Gestapo. Er verspricht sich davon, dessen Wohnung übernehmen zu können. Tatsächlich wird der Arzt abgeholt und ins Ghetto deportiert, wo er schließlich umkommt. Im Jahre 1943 kommt es schließlich zum Aufstand gegen die deutschen Besatzer. David und Hedwig nutzen die Möglichkeit, vor den Deutschen durch die Kanalisation zu fliehen. Bronek und Władek helfen ihnen dabei in entscheidender Weise. David will aber zurück ins Ghetto, um mit der Waffe in der Hand, Seite an Seite mit seinen Brüdern, gegen die Nazis anzukämpfen. Władek überreicht ihm für diesen Kampf die Pistole seines erschossenen, antisemitischen Vaters.

## Produktionsnotizen
Die Grenzstraße wurde großenteils im Mai 1947 gedreht, im Jahr darauf im Rahmen der 9. Internationalen Filmfestspiele von Venedig vorgestellt und kam am 23. Juni 1949 in die polnischen Kinos. Die deutsche Erstaufführung erfolgte am 16. April 1962 im DDR-Fernsehen. 
Anders als vielfach zu lesen ist, kam Die Grenzstraße über eine Preis-Nominierung auf der Biennale 1948 nicht hinaus.

## Kritiken
Reclams Filmführer urteilte: „Der Film zeigt eindringlich die Zerstörung einer friedlichen Lebensgemeinschaft durch den Krieg. Er verschweigt nicht die Risse in der polnischen Gesellschaft, den latenten Antisemitismus im Vorkriegspolen, die Bereitschaft zur Kollaboration. Władeks Geste am Schluß soll auch symbolische Verheißung für die Zukunft sein. Im Detail ist das eindrucksvoll und realistisch. Die Dramaturgie allerdings wirkt etwas gekünstelt. Und es gibt auch klischeehaft sentimentale Motive – so, wenn Hedwig den Hund eines SS-Mannes rettet und später von dem dankbaren Tier gleich zweimal gerettet wird.“
Im Lexikon des Internationalen Films steht geschrieben: „Mit dokumentarischem Material ergänzter, 1948 in Venedig ausgezeichneter Spielfilm eines Pioniers der polnischen Kinematografie.“
In Das große Personenlexikon des Films ist in Fords Biografie zu lesen: „Seine Bedeutung als Regisseur beruht primär auf seiner packenden Geschichte aus der Zeit des Warschauer Ghettos, „Ulica graniczna“.“